# Phyllonorycter retamella
Phyllonorycter retamella là một loài bướm đêm thuộc họ Gracillariidae. Nó được tìm thấy ở Sicilia và Tunisia.
Ấu trùng ăn Lygos raetam.